# Ernst I. (Braunschweig-Lüneburg)

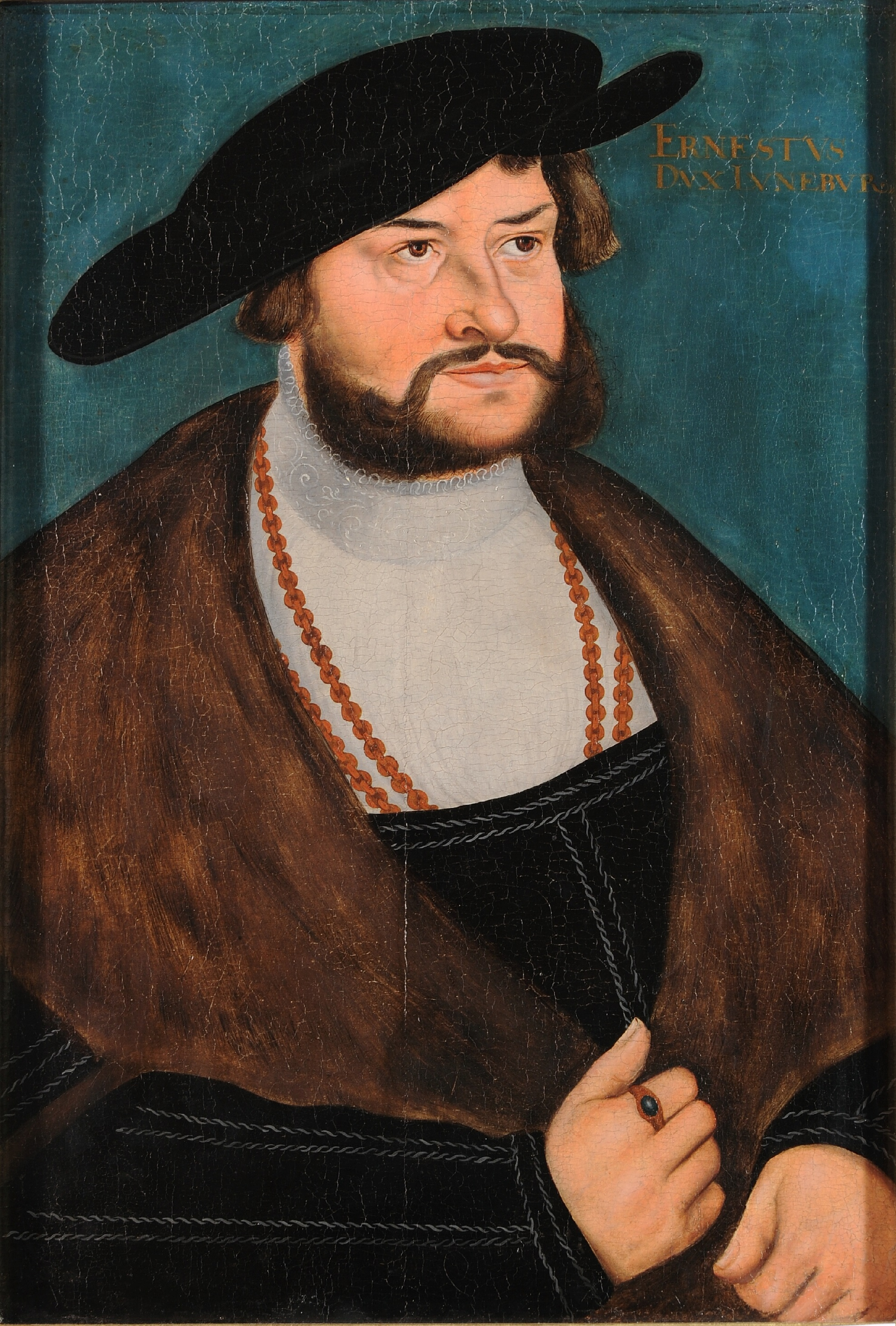
Werkstatt Lucas Cranach des Älteren, Herzog Ernst I. der Bekenner, 16. Jahrhundert., Augusteum und Lutherhaus Wittenberg

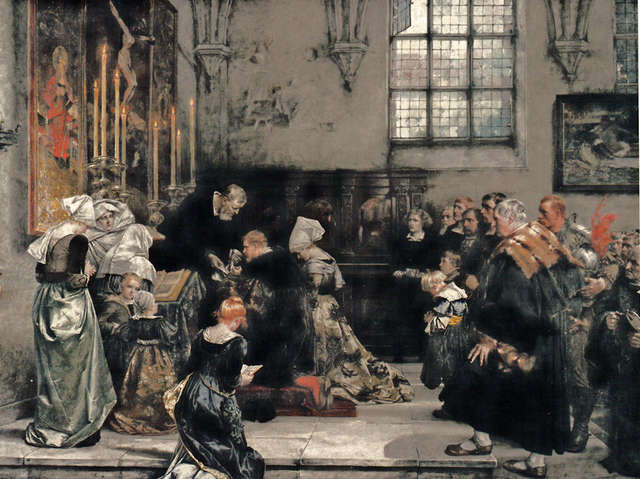
Ernst der Bekenner nimmt in der Schlosskapelle zu Celle zum ersten Male das Abendmahl in beiderlei Gestalt – also mit Hostie und Wein – ein. Historiengemälde von Hugo Vogel aus dem Jahr 1887.

Ernst I., Herzog zu Braunschweig-Lüneburg (* 26. Juni 1497 in Uelzen; † 11. Januar 1546 in Celle), war von 1521 bis 1546 Fürst von Lüneburg. Wegen seiner konsequent reformatorischen Haltung und der Mitunterzeichnung des Augsburger Bekenntnisses erhielt er im 18. Jahrhundert den Beinamen der Bekenner.

## Vorfahren und Verwandtschaft
Ernsts Vater war Fürst Heinrich der Mittlere (* 1468, † 19. Februar 1532 in Wienhausen), der das Fürstentum Lüneburg von 1486 bis 1520 regierte. Ernsts Mutter war Margarete von Sachsen (* 4. August 1469 in Meißen, † 7. Dezember 1528 in Weimar) aus der ernestischen Linie des Hauses Wettin. Ernst I. hatte vier Schwestern, drei Brüder und zwei Halbbrüder, letztere aus Heinrich des Mittleren zweiter Ehe.

## Leben
Ernst wurde 1497 in Uelzen als viertes Kind Herzog Heinrichs und dessen Frau Margarete geboren. 1512 wurde mit seinem älteren Bruder Otto zum Studium an die Universität Wittenberg geschickt. Dort studierte er, Philipp Melanchthon zufolge, Juristik und wurde unterrichtet von dem Historiker Spalatin. Ob er dort Martin Luther begegnete, ist fraglich. Die Brüder lebten während des Studiums am Hof ihres Onkels Friedrich des Weisen, der maßgeblichen Einfluss auf ihre Erziehung ausübte.
Nach dem Studium trat Ernst in den Dienst des französischen Königs Franz I. Als Kaiser Maximilian I. im Januar 1519 starb, bemühte sich Franz I. neben Karl I. von Spanien (dem späteren Kaiser Karl V.) um die Nachfolge. Ernsts Vater Heinrich stellte bei der Königswahl auf der Seite des französischen Kronprätendenten und zog sich so die Feindschaft Karls V. zu. Aufgrund Heinrichs Rolle in der Hildesheimer Stiftsfehde verhängte der Kaiser 1521 die Reichsacht gegen ihn. Heinrich hatte jedoch, die Bedrohung vor Augen, bereits 1520 die Regierung an Ernst und seinen Bruder Otto übergeben und sich nach Frankreich an den Hof des französischen Königs ins Exil begeben.

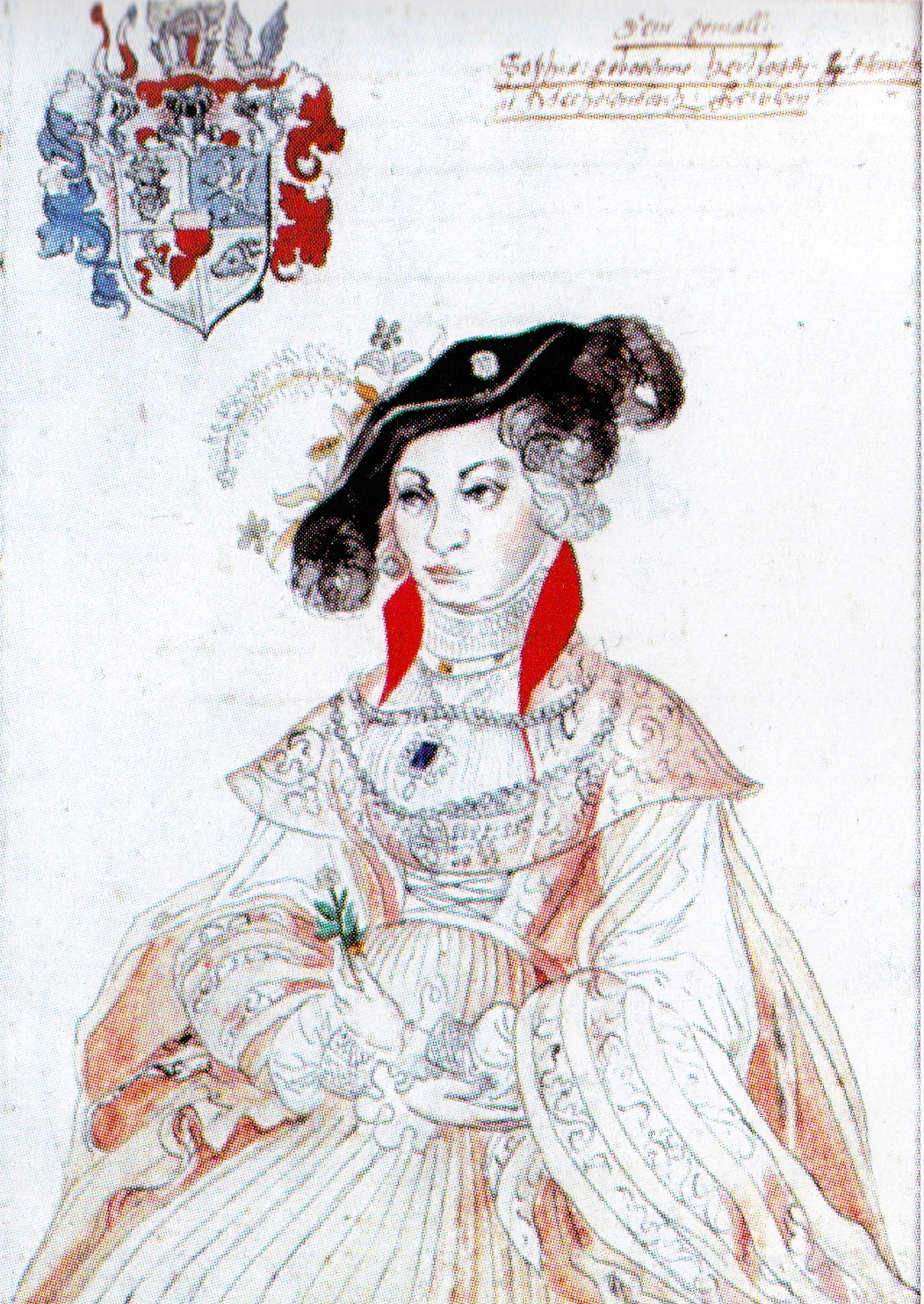
Die Ehefrau Sophie von Mecklenburg-Schwerin, Darstellung in der Lüneburger Bilderchronik von 1595

Nachdem Otto 1527 aus der Regierung ausgeschieden und mit der Herrschaft Harburg abgefunden worden war und auch der seit 1536 mitregierende jüngste Bruder Franz sich 1539 mit der Herrschaft Gifhorn hatte abfinden lassen, regierte Ernst der Bekenner alleine. Ein Schwerpunkt seiner Regierung war die Sanierung des völlig überschuldeten Fürstentums. So waren bei seiner Amtsübernahme, mit Ausnahme der Schlossvogtei, alle Ämter verpfändet, und seine Bestrebungen zielten vor allem auf deren Wiedereinlösung. Die dafür benötigten Steuererhöhungen führten zu schweren Auseinandersetzungen mit den Ständen. Es gelang Ernst jedoch, indem er die Klöstervorräte beanspruchte, sich durchzusetzen und so den zwingend gewordenen Schuldenabbau einzuleiten, aber nicht zu lösen.

## Wirken für die Reformation
Ein zweiter Schwerpunkt in seinem Wirken war die Einführung der Reformation. Seit 1524 wirkte auf Luthers Empfehlung der Braunschweiger Prediger Gottschalk Kruse als herzoglicher Kaplan und Prediger an der Celler Stadtkirche St. Marien. Celle wurde zu einer der ersten evangelisch-lutherischen Städte des Reiches. 1525 bekannte sich Ernst öffentlich zur Lehre Luthers. 1526 trat Ernst dem Torgauer Bund bei. 1527 begegnete er bei der Hochzeit des Kurprinzen in Torgau Luther persönlich und beriet sich mit ihm über Fragen des Glaubens und der Neuordnung des Kirchenwesens. Die kaiserlich-altgläubige Partei rief daraufhin Ernsts Vater Heinrich aus dem französischen Exil zurück, um Ernst zu verdrängen. Heinrich musste jedoch 1528 beim Landtag im Kloster Scharnebeck endgültig auf den Thron verzichten. Nun ging Ernst konsequent an die Durchführung der Reformation in seinem Land, unterstützt von den Predigern der Residenzstadt, die 1527 für ihn eine Kirchenordnung (Artikelbuch) verfassten, und vom Landtag. Die 21 Artikel des Artikelbuches forderten die Residenzpflicht für Ortsgeistliche und die schriftgemäße Predigt, die Aufhebung des Zölibats, der feierlichen Gelübde und des Fastengebots. Gleichzeitigen forderten sie ein Verbot von Wallfahrten, Privat- und Stillen Messen, Seelenmessen und Bruderschaften. Sie übten Kritik an der Heiligenverehrung, ließen jedoch einen moderaten Marienkult zu und verlangten die Einführung der deutschsprachigen Taufe und Liturgie.
Im August 1528 hob Ernst das Celler Franziskanerkloster auf, weil der Orden dem herzoglichen Verbot der römischen Messe nicht nachgekommen war. 1529 gehörte Ernst zu den wichtigsten Unterzeichnern der Protestation zu Speyer gegen die Aufhebung des Reichstagsbeschlusses von 1526, der den Reichsständen in der Lutherfrage Freiheit zugestanden hatte.
Auf dem Augsburger Reichstag 1530 unterschrieb er das Augsburger Bekenntnis, die grundlegende Bekenntnisschrift der Lutheraner, und begegnete dem Theologen Urbanus Rhegius, den er für die weitere kirchliche Neuordnung seines Landes gewann und zum Generalsuperintendenten ernannte. Eine gedruckte Kirchenordnung für das Fürstentum erschien jedoch erst 1564.
Als sich 1531 wegen der Religionsfrage militärische Konflikte im Reich ankündigten, gewann Ernst die norddeutschen Städte für den Beitritt zum Schmalkaldischen Bund. Ernsts konsequenter Einsatz für die lutherische Reformation hatte neben seiner offenkundigen persönlichen Überzeugung auch eine wirtschaftliche Seite. Durch die Einziehung des Klosterbesitzes gewann der Herzog bedeutende Ressourcen für die Sanierung der Staatsfinanzen. Die Klöster wurden teilweise als adlige evangelische Stifte weitergeführt.
Ernsts Wahlspruch lautete Aliis servio, me ipsum contero: „Anderen diene ich, mich selber verzehre ich“.
Ernst I. wurde in der Fürstengruft in der Stadtkirche St. Marien in Celle beigesetzt.

## Nachkommen
Aus seiner Ehe mit Sophie von Mecklenburg-Schwerin (1508–1541) hatte Ernst folgende Kinder:
- Franz Otto (1530–1559)
- Friedrich (1532–1553)
- Heinrich von Dannenberg (1533–1598)
- Margarete (1534–1596), ⚭ 1559 Graf Johann von Mansfeld-Hinterort
- Wilhelm der Jüngere (1535–1592)
- Ursula (1536–1538)
- Catherine (1537–1540)
- Elisabeth Ursula (1539–1586)
- Magdalene Sophie (1540–1586), ⚭ Graf zu Bentheim-Steinfurt
- Sophie (1541–1631), ⚭ 1562 Graf Poppo XII von Henneberg-Schleusingen

## Ehrendes Gedenken
Der Gedenktag von Ernst dem Bekenner ist der 11. Januar im Evangelischen Namenkalender.
Statuen, Tafeln und Gedenkbilder finden sich in Celle, Uelzen, Hannover und Speyer.
Das Celler Gymnasium Ernestinum wurde 1928 nach ihm benannt, auch das Uelzener Herzog-Ernst-Gymnasium erhielt seinen Namen.

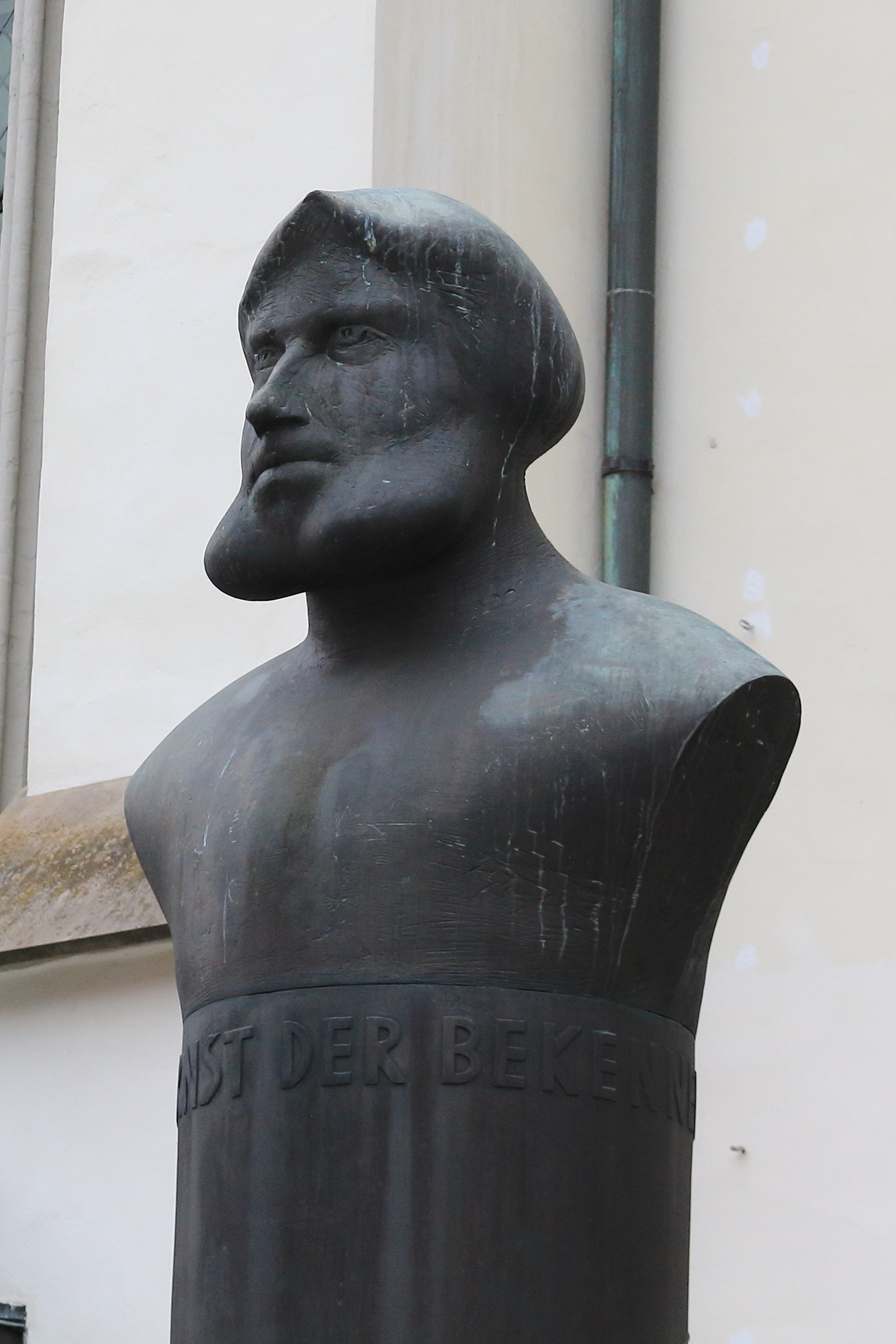
Vor der Stadtkirche Celle
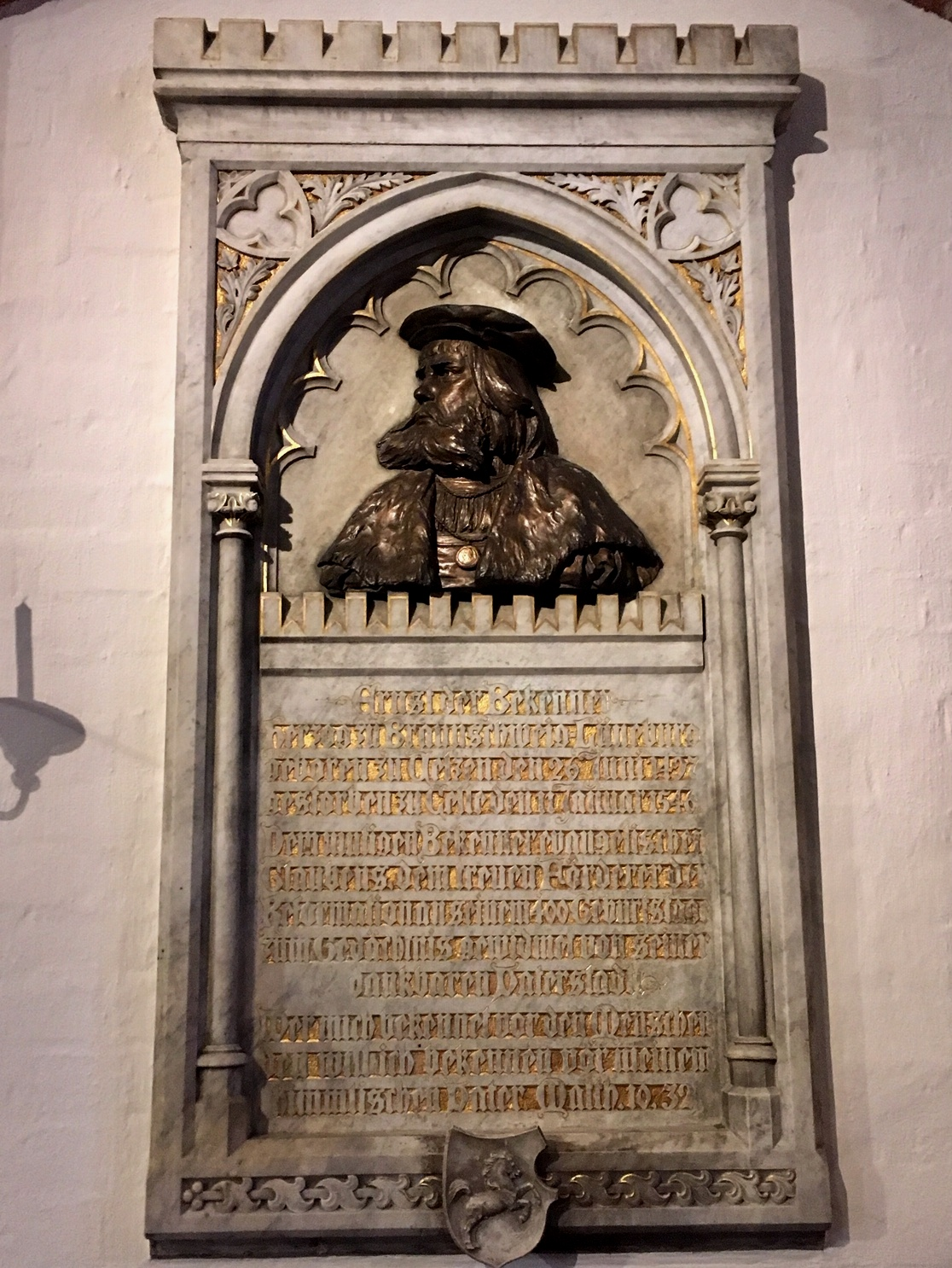
Herzog Ernst Tafel in Uelzen
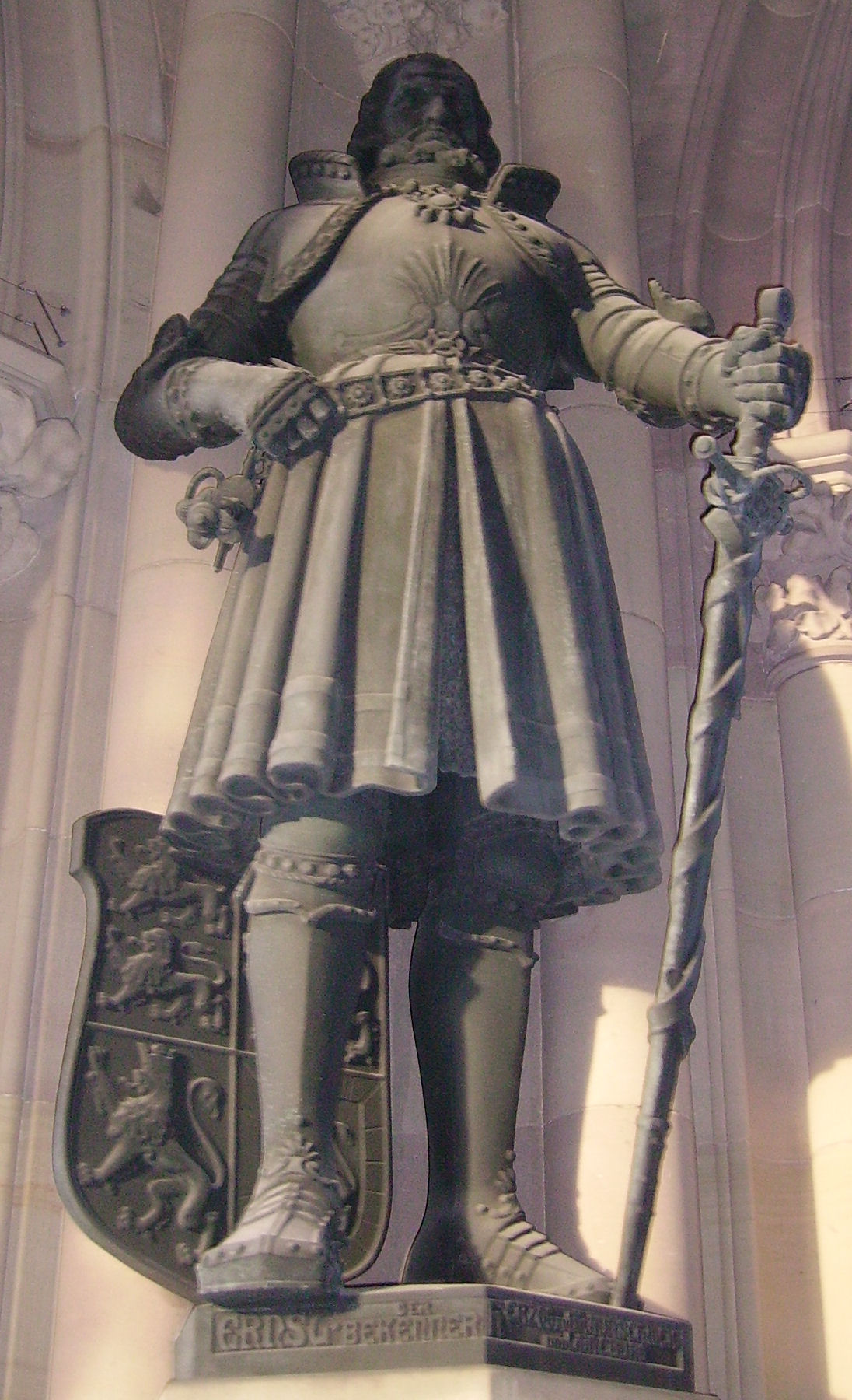
Gedächtniskirche Speyer
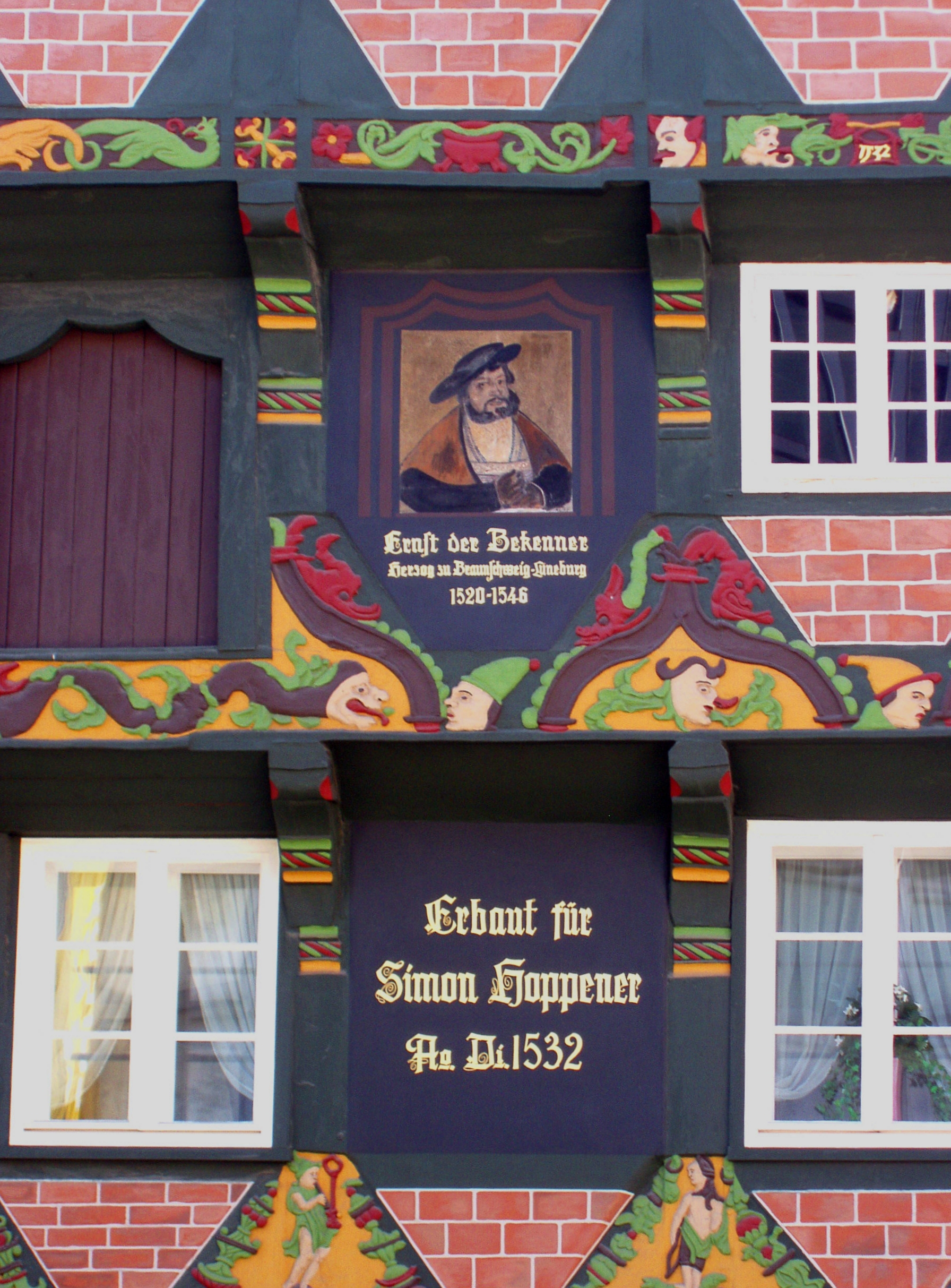
Hoppenerhaus Celle
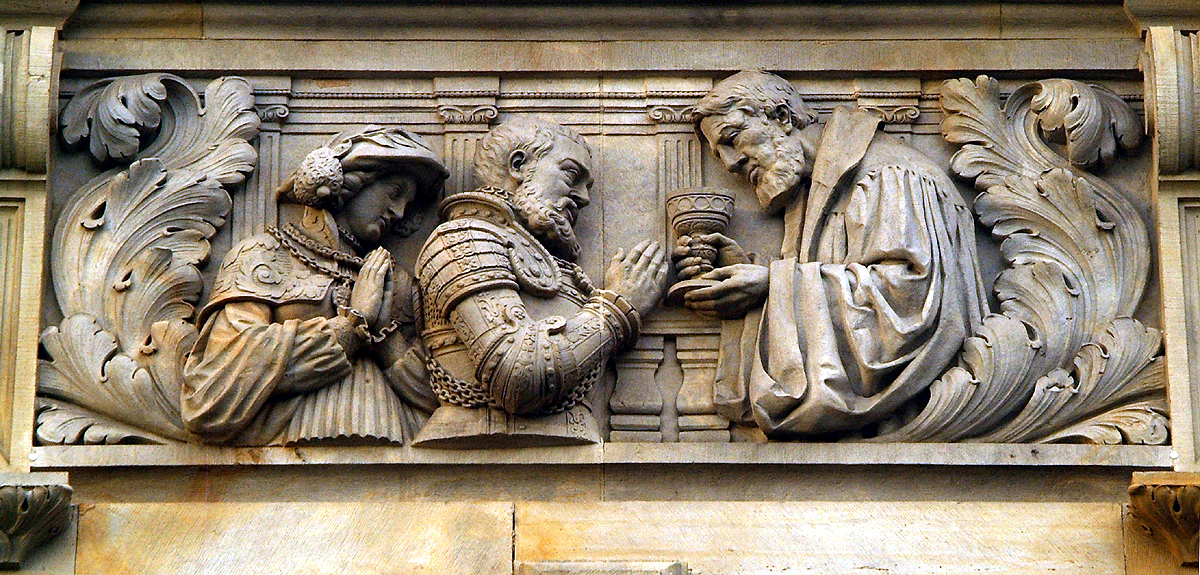
Neues Rathaus Hannover